# Hans-Henning Lathan
Hans-Henning Lathan (* 30. Januar 1943 in Hartmannsdorf; † 7. Februar 2024) war ein deutscher Sportmediziner.

## Leben
Lathan studierte Medizin, 1968 schloss er an der Universität Leipzig seine Doktorarbeit zum Thema „Ein Beitrag zur Klinik, Pathologie und Prognose der primären malignen Knochengeschwülste“ ab. Er war am Forschungsinstitut für Körperkultur und Sport (FKS) in Leipzig tätig, wo er sich in den 1970er Jahren in Forschungsarbeiten unter anderem mit den Bereichen Elektromyostimulation im Leistungssport (1974), Harnstoffdiagnostik im Gewichtheben, Belastungsverträglichkeit des Binde- und Stützgewebes (1976), Serumphosphatspiegel (1978), Leistungsstruktur und Trainingssteuerung in den Maximalkraft- und Schnellkraftsportarten (1979) sowie Verletzungen und Erkrankungen im Gewichtheben (1979) befasste. Zudem war er an der Deutschen Hochschule für Körperkultur (DHfK) in der Lehre tätig.
Lathan war Arzt des Gewichtheberverbandes der Deutschen Demokratischen Republik sowie auf internationaler Ebene Mitglied des medizinischen Ausschusses des Gewichtheberweltverbandes IWF. Diese Sportart stand wie bereits im vorangegangenen Jahrzehnt ebenfalls in den 1980er Jahren im Mittelpunkt vieler seiner Arbeiten. Er untersuchte unter anderem die Entwicklung jugendlicher Gewichtheber (1981), den langfristigen Leistungsaufbau bei Gewichthebern in Bezug auf den Stütz-, Halte- und Bewegungsapparat (1982), die Erschließung von Leistungsreserven sowie die Belastbarkeit in den Schnellkraftdisziplinen, darunter Gewichtheben (1983). Er befasste sich mit dem Thema „Gewichtmachen“ (1985), Kreatinkinase im Gewichtheben (1987 und 1989), sportmedizinischen Aspekten zur Erhöhung der Belastbarkeit und zur Vervollkommnung der Trainingssteuerung in Schnellkraftsportarten (1987) sowie der „Bedeutung ausgewählter organismischer Leistungsvoraussetzungen bei der Entwicklung sportlicher Höchstleistungen in der Sportart Gewichtheben“.
1981 gab Lathan das Lehrbuch „Ausgewählte sportmedizinische Beiträge zur Leistungsentwicklung in den Maximal- und Schnellkraftsportarten“ heraus, 1987 folgte das Werk „Sportmedizinische Grundlagen zur Leistungsentwicklung in den Sportartengruppen. 2, Maximal- und Schnellkraftsportarten“ und 1989 die zweite Auflage dieses Buches.
Lathan war am FKS ab Januar 1975 Mitglied der Forschungsgruppe „Zusätzliche Leistungsreserven“, welche sich unter anderem mit dem Einsatz von Anabolika im Sport beschäftigte. Im 1991 von Brigitte Berendonk veröffentlichten Buch „Doping Dokumente: Von der Forschung zum Betrug“ wird aus mehreren internen Berichten des FKS sowie des Sportmedizinischen Dienstes zitiert, in denen es um die Erforschung sowie den Einsatz „unterstützender Mittel“ (abgekürzt „u.M.“), also Dopingmitteln, im Spitzensport, insbesondere im Gewichtheben, geht. Demzufolge war Lathan an wissenschaftlichen Arbeiten „Über die Wirkung von Oral-Turinabol und Vistimon auf die sportliche Leistungsfähigkeit von Gewichthebern im Jugendalter“ (1977), die „Auswertung der Anwendung u.M. im Olympiazyklus 1967 - 1989 im Gewichtheben“ (1981), „Wirkung anaboler Steroide auf die körperliche und sportliche Entwicklung retardierter und akzelerierter Nachwuchsgewichtheber“ (1981), „Möglichkeiten zur Stabilisierung des Testosteronspiegels nach Anwendung von anabolen Steroiden“ (1982), „Zum Einsatz von Anabolika im Leistungsaufbau des Gewichthebens“ sowie „Zum Einsatz trainingsunterstützender Mittel im Gewichtheben im Olympiajahr 1984 unter besonderer Beachtung der UWV“ (1983) beteiligt. In Akten wurden laut Der Spiegel durch Lathan genaue Angaben über die Dosierung von Anabolikaverabreichungen sowie das Problem des Wachsens von Brüsten bei männlichen Sportlern gemacht.
Ebenfalls nach Berendonk mit Berufung auf einen Kolloquiumsbericht äußerte Lathan im Juni 1981, dass sich „die Stützung des Trainings bei akzelerierten Junioren/Jugendlichen bewährt“ habe, „die durch Einsatz von u.M. deutliche, in der Vergangenheit nicht gleichermaßen beobachtete Leistungssprünge zeigten“.
Lathan war nach dem Ende der DDR als Arzt in Leipzig tätig. 1991 räumte er gegenüber dem Norddeutschen Rundfunk ein, in der DDR seien Hochleistungssportlern „systematisch Dopingmittel“ verabreicht worden, teils auch Präparate, die in der DDR noch nicht klinisch zugelassen gewesen seien.
1995 wurde Lathan vom ehemaligen Gewichtheber Roland Schmidt verklagt, der unter Nebenwirkungen von Medikamenten litt und Lathan sowie einem weiteren Arzt vorsätzliche Körperverletzung vorwarf. Die Klage wurde zurückgewiesen, da Funktionsträger nicht „für in der DDR im staatlichen Auftrag verursachtes Unrecht haftbar gemacht werden“ konnten. 1999 wurde ein Doping-Verfahren gegen Lathan nach der Zahlung einer Geldstrafe von 20.000 DM eingestellt.